# Stohl András
Stohl András (Budapest, 1967. február 23. –) Jászai Mari-díjas magyar színművész, televíziós és rádiós műsorvezető.

## Családja
Első felesége Tordai Éva divattervező, aki sokáig a Magyar Állami Operaház táncosa és statisztája volt. 1992-ben házasodtak össze, esküvőjüket a Mátyás-templomban tartották. 2003-ban elváltak, közös gyermekeik Stohl Luca (1992) táncművész, műsorvezető és Stohl Rebeka (1997). A feleségét a 2003-as Survivor műsorából ismert Molnár Tünde miatt hagyta el, de 2004 szeptemberében vele is szakítás lett a vége.
Ezt követőn a médiában csak "Ancsika"-ként emlegetett Nagy Anikó lett a párja, aki a Nemzeti Színház tánckarának, korábban pedig a Táncszínházban volt táncosnő. A kapcsolatukból két gyermek született,  Franciska (2008), majd András (2014). Anikó akkor is kitartott az élettársa mellett, amikor Stohl börtönbüntetését töltötte. 2016-ban mégis szakítottak. Stohl még  2015-ben ismerte meg a nála 19 évvel fiatalabb Kócsi Vicát, aki akkor a Centrál Színház büféjét vezette és mellette tanítónőnek tanult. 2016-től éltek együtt, majd 2018 karácsonyán eljegyezte. 2020 júliusában össze is házasodtak, a felesége felvette férje vezetéknevet, a médiában emiatt Stohl Vicaként volt ismert.  Közös gyermekük Stohl Bella Julianna (2022).  2025 júniusában jelentették be válásukat.

## Életpályája
A Vörösmarty Mihály Gimnáziumban érettségizett. 1990-ben – Székely Gábor és Zsámbéki Gábor tanítványaként – végzett a Színház- és Filmművészeti Főiskolán, a budapesti Katona József Színház szerződtette. 2001-től szabadúszó lett, mivel a színház vezetése nem tartotta összeegyeztethetőnek a televízióban vállalt munkáit a társulat művészeti koncepciójával.
Erről 2010-ben Koltai Tamás a következőket írta az Élet és Irodalom című hetilapban.

| „ | ...Zsámbékinak igaza volt évekkel ezelőtt, amikor a celebiparba kiránduló Stohlt eltanácsolta a Katonából, és Stohl, aki ritka módon a bulvárban is, a színpadon is megőrizte tehetségét és tartását, megtapasztalhatja, hogy az általános hazugság és álság közegében milyen talmi a „szeretet”, amelyre a népszerűség révén vágyott... | ” |
|   | |   |

2003 és 2013 között a Nemzeti Színház meghatározó színésze. 2013–2017 között a Vígszínház tagja. 2017–2021 között ismét szabadúszó, több színházban és produkcióban játszott tovább, mellette 2017 áprilisától a Class FM reggeli műsorának műsorvezetője volt. 2021-2025 között ismét a Vígszínház tagja volt. 2025 júliusában bejelentette, hogy a TV2-n futó Bachelor – A Nagy Ő című műsor címszereplője lesz.
Az Oscar-díjas amerikai színész, Matt Damon és a Golden Globe-díjas Hugh Grant gyakori magyar hangja, de Mark Hamill is az ő hangján szólalt meg Luke Skywalker szerepében, vagy éppen Heath Ledger Jokerének is ő kölcsönözte a hangját, és Woody Harrelson állandó szinkronhangja is ő.

## Díjai, elismerései
- Az Országos Színházi Találkozó különdíja (1992) /A kezdet vége/
- PUKK-díj (1996)
- Vastaps-díj (1997) /Szeget szeggel/
- Jászai Mari-díj (2000)
- Súgó Csiga díj (2002)
- Farkas–Ratkó-díj (2007)
- Story Ötcsillag-díj (2006, 2010)
- Gundel művészeti díj (2010)
- Pepita-díj (2012)
- Színikritikusok díja (2013)
- Hegedűs Gyula-emlékgyűrű (2016)
- Ajtay Andor-emlékdíj (2016)

## Szerepei

### Színpadi szerepei
Budapesti Katona József Színház
- Sebastian (Shakespeare: Vízkereszt, vagy amit akartok)
- I. rendőr Bulgakov: (Kutyaszív)
- Egy úr civilben (Wedekind: Lulu)
- Vendég (Csehov: Platonov)
- Gogher Góg testőre (Brecht: Turandot)
- Darry Berryll (O’Casey: A kezdet vége)
- Fortinbras (Shakespeare: Hamlet)
- Egy fiatal német (Grumberg: Szabad zóna)
- A nehéz fiú (Koltes: Roberto Zucco)
- Riporter (Böll-Bereményi Géza: Katharina Blum elvesztett tisztessége)
- Báró (Németh Ákos: Müller táncosai)
- Dorozsmay Pista (Szilágyi László- Zerkovitz Béla: Csókos asszony)
- Joachim (Ödön von Horváth: Hit, remény, szeretet)
- Danton (Büchner: Danton halála)
- Artemidorus (Shakespeare: Julius Caesar)
- Tompor Miklós (Shakespeare: Szentivánéji álom)
- Homo (Victor Hugo-Jeles András: A nevető ember)
- Sztaszik (Jerofejev: Walpurgis-éj, avagy a kővendég léptei)
- Pompeius (Shakespeare: Szeget szeggel)
- Stepanek (Koenigsmark:Agyő, kedvesem!)
- Cirill (Gombrowicz: Yvonne, burgundi hercegnő)
- Szergej Filippics (Kiss Csaba: Kivárosy Lady Macbeth)
- Kohlhaas Mihály (Tasnádi István: Közellenség)
- Almády gróf (Molnár: Játék a kastélyban)
- Moor Károly (Schiller: Haramiák/Banditák/)
- Figaro Beaumarchais: Figaro házassága )

Szabadúszás, Nemzeti Színház
- Titus Andronicus (Shakespeare: Titus Andronicus)
- Macbeth (Shakespeare: Macbeth)
- Ferdinand, a nápolyi király fia (Shakespeare: A vihar)
- Kuvik  ( Németh Ákos: Haszonvágy)
- Vitéz László (Weöres Sándor Holdbeli csónakos)
- Carthage (Marina Carr: A Macskalápon)
- Wolf (Botho Strauß: A park)
- Segismundo (Calderón: Az élet álom)
- Orgon (Molière: Tartuffe)
- Tamás, Marosán fia (Csiky Gergely: Buborékok)
- Basarczy András hadnagy (Bíró Lajos: Sárga Liliom)
- Vasöntő (Sánta Ferenc: Ötödik pecsét)
- Edmund: (Shakespeare: Lear király)
- Odüsszeusz (Kleist: Pentheszileia)
- Pálfi Tibor (Szomory Dezső: Hermelin)
- Kukorica Jancsi (Kacsóh Pongrác: János vitéz)
- a 7. esküdt (Reginald Rose: Tizenkét dühös ember)
- Petrucchio (Shakespeare: Makrancos Kata)
- Oscar Lindquist (Neil Simon-Cy Coleman-Dorothy Fields: Sweet Charity / Szívem csücske)
- Kaucsiánó Bóni, gróf (Kálmán Imre: Csárdáskirálynő)
- Eke Máté (Ács Bálint: A Tenkes kapitánya)
- Csörgheő Csuli (Móricz Zsigmond: Úri muri)
- Cucor (Térey János: Jeremiás avagy Isten hidege)
- Denny Lombardo (Huff: Jó zsaru - rossz zsaru)
- Tiszteletes/százados, szovjet (Kovács-Mohácsi-Mohácsi: Egyszer élünk avagy a tenger azontúl tűnik semmiségbe)
- Eszkimó (Madách: Az ember tragédiája)
- von Kupfer (Osborne: Hazafit nekünk)
- Peer Gynt (Ibsen: Peer Gynt
- Miska, lovászgyerek (Bakonyi–Szirmai–Gábor: Mágnás Miska)
- Joe; Eszkimó; Mormon apa (Kushner: Angyalok Amerikában)
- Asztalos úr (László Miklós: Illatszertár)
- Csillag Mihály (Székely Csaba: Bányavirág)
- Hendrik Höfgen, színész (Klaus Mann: Mephisto)
- Albin/Zaza (Jerry Herman–Harvey Fierstein: Az Őrült Nők Ketrece)
- Játékkészítő (Divinyi Réka: A Játékkészítő 2015)[21]
- Porfirij (Dosztojevszkij: Bűn és bűnhődés)
- Florian Zeller: Házassági leckék középhaladóknak

### Film- és sorozatszerepei
- Teljes napfogyatkozás (1989)
- Tutajosok (1989)
- Meteo (1989)
- Tizenkilenc késszúrással (1990)
- Itt a szabadság! (1991)
- Sztálin menyasszonya (1991)
- Könyörtelen idők (1991)
- Ha már itt a tél (1991)
- Rizikó (televíziós sorozat, 1993) – Franci doki
- Szökevény (1993)
- Vigyázók (1993)
- Kisváros (televíziós sorozat, 1993-2001) – Varga Géza / Sárosdi / Nyomozóhadnagy
- Kis Romulusz (televíziós sorozat, 1994) – Schneider
- Patika (televíziós sorozat, 1994–1995) – rendőr
- A hetedik testvér (1995) (szinkronhang) – sün
- Szökés (1997)
- Presszó (1998) – Gábor
- Európa expressz (1998) – Béci
- Derengő (1998)
- A napfény íze (1999) – őr
- Rosszfiúk (2000) – Lehota Árpád
- Meseautó (2000) – Szűcs János
- Glamour (2000) – megöregedett kisfiú
- Kérnék egy kocsit! (televíziós sorozat, 2000)
- Napóleon (2001)
- Csocsó, avagy éljen május elseje! (2001) – Veréb Gusztáv, a focista
- A Black Rose vár titka (2001) – Smith hangja
- Perlasca – Egy igaz ember története (2002) – Nagy, nyilas hadnagy
- Limonádé (televíziós sorozat, 2002)
- Az ötödik szoba (rövidfilm, 2002)
- Max (2002) – NCO
- Rap, Revü, Rómeó (2003) – Pelé
- My Father, Rua Alguem 5555 (2003) – Werner M.
- A titkos hely (rövidfilm, 2003) – mentős
- A hét nyolcadik napja (2006) – Sanyika
- Bakkermann (2007) – Stohl Buci, sztár
- Tűzvonalban (televíziós sorozat, 2007-2010) – Bordás Attila
- Presszó (2008) – Gábor
- Géniusz, az alkimista (televíziós sorozat, 2009) – Brunner Péter
- Sweet Sixteen, a hazudós (2010) – Szöszi
- Nejem, nőm, csajom (2012) – Attila
- Hőskeresők (tévéfilm, 2012) – ifj. Polyák István
- Inkább én veled (rövidfilm, 2012) – Dávid
- Angyalok Terápiája (websorozat, 2013) – Forande
- Senki szigete (2014)
- Válótársak (televíziós sorozat, 2015–2018) – Sáfár Bálint
- Pappa Pia (2017) – Wizy
- Valami Amerika 3. (2018)
- Mintaapák (televíziós sorozat, 2019–2021) – Janó
- FOMO – Megosztod, és uralkodsz (2019)
- Zárójelentés (2020) – Polgármester
- Egyszer volt Budán Bödör Gáspár (televíziós sorozat, 2020) – Bödör Gáspár
- Hazatalálsz (televíziós sorozat, 2024) – Gerlóczy alezredes

### Szinkronszerepei
- 1 és 1/2 lovag – Az elbűvölő Herzelinde hercegnő nyomában – Lanze lovag (Til Schweiger)
- 28 héttel később – Don (Robert Carlyle)
- 2012 – Charlie Frost (Woody Harrelson)
- A belső ember – Bill Michell nyomozó (Chiwetel Ejiofor)
- A csajok háborúja – Fletcher Flemson (Chris Pratt)
- A gyávaság tollai – Harry Feversham (Heath Ledger)
- A gyilkos járat – Katica (Brad Pitt)
- A Gyűrűk Ura: A Gyűrű Szövetsége – Trufa (Dominic Monaghan)
- A Gyűrűk Ura: A Két Torony – Trufa (Dominic Monaghan)
- A halott menyasszony – Victor Van Dort (Johnny Depp)
- A homok titkai – Marcos (Guilherme Fontes)
- A kukorica gyermekei – Burton Stanton (Peter Horton)
- A mágus – Eisenheim (Edward Norton)
- A Mandalóri – Luke Skywalker (Mark Hamill, Max Lloyd Jones)
- A neretvai csata – Stipe (Boris Dvornik)
- A Newton fiúk – Willis Newton (Matthew McConaughey)
- A pokolból – Frederick Abberline felügyelő (Johnny Depp)
- A Quantum csendje – James Bond (Daniel Craig)
- A sebhelyes arcú – Manny „Manolo” Ribera (Steven Bauer)
- A Sólyom végveszélyben – Norm ’Hoot’ Gibson (Eric Bana)
- A sötét lovag – Joker (Heath Ledger)
- A szörny mentőakció – Scorch Supernova (Brendan Fraser)
- A tégla – Colin Sullivan (Matt Damon)
- A tehetséges Mr. Ripley – Tom Ripley (Matt Damon)
- A titkos ablak – Morton 'Mort' Rainey (Johnny Depp)
- A vágy hálójában – Michael Anderson (Jeff Trachta)
- A vörös báró – Werner Voss (Til Schweiger)
- A zöld urai – Ronin (Colin Farrell)
- Alfie – Alfie Elkins (Jude Law)
- American Dreamz – Martin Tweed (Hugh Grant)
- Amerika Kapitány: Polgárháború – Clint Barton / Sólyomszem (Jeremy Renner)
- Amerikai história X - Derek Vinyard (Edward Norton)
- Amerikai pite – Chris ’Oz’ Ostreicher (Chris Klein)
- Amerikai pite 2. – Chris ’Oz’ Ostreicher (Chris Klein)
- Anasztázia – Dimitrij
- Alul semmi – Gary "Gaz" Schofield (Robert Carlyle)
- Áramlat – Deel Munn (Josh Lucas)
- Az asztronauta – Spencer Armacost (Johnny Depp)
- Az ifjú Pardaillan – Jean (Guillaume Canet)
- Az ítélet eladó – Nicholas Easter (John Cusack)
- Az olasz meló – Steve (Edward Norton)
- Az oroszlánkirály – Simba
- Az oroszlánkirály 2 – Szimba büszkesége – Simba
- Az öt legenda – Szurok (Jude Law)
- Az utca királyai – Tom Ludlow (Keanu Reeves)
- Az utolsó gyémántrablás
- Az utolsó légió – Wulfila (Kevin McKidd)
- Barátság extrákkal – Tommy Bollinger (Woody Harrelson)
- Becstelen brigantyk – Hugo Stiglitz őrmester (Til Schweiger)
- Békét, bíró! : Műanyag élet – Paul Shelton (Chris Vance)
- Beszélj! – Mr. Freeman (Steve Zahn)
- Betépve – George Jung (Johnny Depp)
- Bír-lak – Jesse Katsopolis (John Stamos)
- Boba Fett könyve – Luke Skywalker (Mark Hamill, Graham Hamilton)
- Bosszúállók – Clint Barton / Sólyomszem (Jeremy Renner)
- Bosszúállók: Ultron kora – Clint Barton / Sólyomszem (Jeremy Renner)
- Bosszúállók újra együtt – Clint Barton / Sólyomszem (Troy Baker)
- Bosszúállók: Végjáték – Clint Barton / Sólyomszem (Jeremy Renner)
- Candy – Dan (Heath Ledger)
- Casino Royale – James Bond (Daniel Craig)
- Columbo: A gyilkosság ártalmas az egészségre – Henry Santos (Rick Najera)
- Columbo: Gyilkosság, füst és árnyak – Alex Bradey (Fisher Stevens)
- Cry-Baby – Wade "Cry-Baby" Walker (Johnny Depp)
- Derrick: A téma – Werner Godel (Jochen Horst)
- Csokoládé – Roux (Johnny Depp)
- Dűne – Paul Atreides (Kyle MacLachlan)
- Égető bizonyíték – Chad Feldheimer (Brad Pitt)
- Egy becsületbeli ügy – Louden Downey közlegény (James Marshall)
- Egy fiúról – Will (Hugh Grant)
- Ellenállók – Tuvia Bielski (Daniel Craig)
- Elveszett lány – Dyson (Kris Holden-Ried)
- Én, Pán Péter – Sir James Matthew Barrie (Johnny Depp)
- Észak és Dél – George Hazard (James Read)
- Észlelés – Roger Probert (Jonathan Scarfe)
- Fantasztikus Négyes – Johnny Storm / Fáklya (Chris Evans)
- A Fantasztikus Négyes és az Ezüst Utazó – Johnny Storm / Fáklya (Chris Evans)
- Filofax – Jimmy Dworski (James Belushi)
- Földrengés – Miles Quade (Richard Roundtree)
- Fülenincs nyúl – Ludo Dekker (Til Schweiger)
- Grimm – Wilhelm Grimm (Matt Damon)
- Good Will Hunting – Will Hunting (Matt Damon)
- Halálos terápia – dr. Guy Luthan (Hugh Grant)
- Harag – Don 'Vénróka' Collier (Brad Pitt)
- Holdhercegnő – Sir Benjamin Merryweather (Ioan Gruffudd)
- Holtidő – Gene Watson (Johnny Depp)
- Holtpont – Johnny Utah (Keanu Reeves)
- Igazából szerelem – A miniszterelnök (Hugh Grant)
- Ízlések és pofonok – Nick (Aaron Eckhart)
- Jerry Maguire – A nagy hátraarc – Jerry Maguire (Tom Cruise)
- Jog/Ászok – Pete Kaczmarek (Jerry O’Connell)
- Kamera által homályosan – Ernie Luckman (Woody Harrelson)
- Képtelen képrablás – Francis ’Frank’ O’Brien (Denis Leary)
- Kőbunkó – Stoney Brown (Pauly Shore)
- Kutyaszorítóban – Mr. Barna (Quentin Tarantino)
- Légcsavar – Gene Carson (Peter Sarsgaard)
- Lovagregény – William Thatcher / Sir Ulrich von Lichtenstein (Heath Ledger)
- Maurice – Clive Durham (Hugh Grant)
- Mentőexpedíció – Mark Watney (Matt Damon)
- Megtört város – Billy Taggart (Mark Wahlberg)
- Metró – Fred (Christopher Lambert)
- Mezítlábas szerelem – Nick Keller (Til Schweiger)
- Mi ketten – Marwood (Paul McGann)
- Mi lenne, ha...? – Clint Barton / Sólyomszem (Jeremy Renner)
- Mielőtt lemegy a Nap – Jesse (Ethan Hawke)
- Mielőtt felkel a Nap – Jesse (Ethan Hawke)
- Mindannyian Krisztusok vagyunk – Adas Miauczynski (Andrzej Chyra/Marek Kondrat)
- Mulan – Li Shang
- Mulan 2. – Li Shang
- München – Avner Kaufman (Eric Bana)
- Nászok ásza – Robbie
- Ocean’s Eleven – Tripla vagy semmi – Linus Caldwell (Matt Damon)
- Ocean’s Twelve – Eggyel nő a tét – Linus Caldwell (Matt Damon)
- Ocean’s Thirteen – A játszma folytatódik – Linus Caldwell (Matt Damon)
- Pénzvonat – Charlie (Woody Harrelson)
- Pókerarcok – Mike McDermott (Matt Damon)
- Ponyvaregény – Brett (Frank Whaley)
- Párbaj a városban – Speer (Clint Eastwood)
- Renaissance – Barthélémy Karas (Daniel Craig)
- Rollerball: Könyörtelen játék – Jonathan Cross (Chris Klein)
- Róma – Lucius Vorenus (Kevin McKidd)
- Ryan közlegény megmentése –  James Francis Ryan (Matt Damon)
- Sárkányvár – John McGowan (Alastair Mackenzie)
- Schinamski visszatér – Tobias Schrader (Steffen Wink)
- Sherlock Holmes – Dr. John Watson (Jude Law)
- Skyfall – James Bond (Daniel Craig)
- Sorsügynökség – David Norris (Matt Damon)
- Spermafióka – Joe Young/Spermafióka (Trey Parker)
- Star Wars IV. rész – Egy új remény – Luke Skywalker (Mark Hamill)
- Star Wars V. rész – A Birodalom visszavág – Luke Skywalker (Mark Hamill)
- Star Wars VI. rész – A Jedi visszatér – Luke Skywalker (Mark Hamill)
- Star Wars VII. rész – Az ébredő Erő – Luke Skywalker (Mark Hamill)
- Star Wars VIII. rész – Az utolsó jedik – Luke Skywalker (Mark Hamill)
- Star Wars IX. rész – Skywalker kora – Luke Skywalker (Mark Hamill)
- Sólyomszem – Clint Barton / Sólyomszem (Jeremy Renner)
- Szemfényvesztők 2. – Merritt McKinney (Woody Harrelson)[22]
- Szeretlek holtodiglan – Devo Nod (River Phoenix)
- Szeretném, ha szeretnél – Massimo (Justin Chambers)
- Szex, hazugság, video - Graham Dalton (James Spader)
- Szindbád – A hét tenger legendája - Szindbád
- Sztárom a párom – William Thacker (Hugh Grant)
- Szuperütköztető – Victor Susskind (Robin Dunne)
- Szuzi és Tekergő – Tekergő
- Szuzi és Tekergő 2. – Tekergő
- Született gyilkosok – Mickey (Woody Harrelson)
- Ted – John Bennett (Mark Wahlberg)
- Ted 2. – John Bennett (Mark Wahlberg)
- Tetthely: Végzetes hajsza – Wolfgang (Claude-Oliver Rudolph)
- Tiszta románc – Floyd, Dick szobatársa (Brad Pitt)
- Titokzatos folyó – Sean Devine (Kevin Bacon)
- Top Secret – Nick Rivers (Val Kilmer)
- Toy Story – Játékháború – Woody
- Toy Story – Játékháború 2. – Woody
- Toy Story 3. – Woody
- Toy Story 4. – Woody
- Toy Story – Elfeledett világ - Woody
- Toy Story – Terror! - Woody
- Túl közeli rokon – Bob (Matt Damon)
- Tulipános Fanfan – Tulipános Fanfan (Vincent Pérez)
- Tükrökkel csinálják[23] – Wally Markham (John Laughlin)
- Végrehajtók – Remy (Jude Law)
- Visszafordíthatatlan – Marcus (Vincent Cassel)
- Vasember 3. – Aldrich Killian (Guy Pearce)
- Watchmen: Az őrzők – Dan Dreiberg / Nite Owl II (Patrick Wilson)
- Zene és szöveg – Alex Fletcher (Hugh Grant)
- Zombieland – Tallahassee (Woody Harrelson)
- Zöld zóna – Miller altiszt (Matt Damon)

### Narrátor
- Elnök és parancsnok (Commander in Chief) – dokumentumfilm sorozat {vetítették: 2013 – Discovery World}

## CD-k és hangoskönyvek
- Cserna-Szabó András: Sömmi
- Grecsó Krisztián: Pletykaanyu
- Roald Dahl: A barátságos óriás
- Roald Dahl: Charlie és a csokigyár
- Roald Dahl: Charlie és a nagy üveglift

## Tévéműsorok
| Év               | Műsor                   | Szerepkör   | Csatorna |
| ---------------- | ----------------------- | ----------- | -------- |
| 2000–2010        | Reggeli                 | műsorvezető | RTL Klub |
| 2002–2004, 2010  | Való Világ              | műsorvezető | RTL Klub |
| 2003–2004        | Survivor                | műsorvezető | RTL Klub |
| 2004             | Iker Show               | műsorvezető | RTL Klub |
| 2006–2008        | Szombat esti láz        | műsorvezető | RTL Klub |
| 2007, 2009       | Csillag Születik!       | műsorvezető | RTL Klub |
| 2008             | A Királynő              | műsorvezető | RTL Klub |
| 2017–2018, 2024– | Sztárban sztár          | zsűritag    | TV2      |
| 2022             | Sztárban sztár          | szereplő    | TV2      |
| 2017–2020        | A Piramis               | műsorvezető | TV2      |
| 2019             | A Bank                  | műsorvezető | TV2      |
| 2019–            | Újratervezés            | műsorvezető | TV2      |
| 2020             | MasterChef VIP          | szereplő    | TV2      |
| 2020–2024        | Dancing with the Stars  | műsorvezető | TV2      |
| 2020             | Nicsak, ki vagyok?      | szereplő    | TV2      |
| 2021             | Neked énekelek          | műsorvezető | TV2      |
| 2021             | Totem                   | szereplő    | TV2      |
| 2021             | A Nagy Ő                | műsorvezető | TV2      |
| 2022–2023        | Párharc                 | műsorvezető | TV2      |
| 2023–2024        | Mutasd a hangod!        | műsorvezető | TV2      |
| 2024             | Ázsia Expressz          | szereplő    | TV2      |
| 2025             | A Kiképzés              | műsorvezető | TV2      |
| 2025             | Password – A jelszó     | szereplő    | TV2      |
| 2025             | A Nagy Duett            | szereplő    | TV2      |
| 2025             | A 100 milliós játszma   | műsorvezető | TV2      |
| 2025             | Legyen Ön is milliomos! | játékos     | TV2      |

## Magánéleti botrányai

### „Kokain-ügyek”
2006-ban beidézték tanúskodni a rendőrségre, ahol kihallgatása során meggyanúsították kábítószerrel való visszaéléssel.
2010 májusában, Budapest és Fót között okozott közúti balesete után történt vérvizsgálat kokaint mutatott ki a színész vérében.

### Ittas vezetései
A színész-műsorvezető 2002 júliusában súlyos sérüléseket szenvedett Aszód és Gödöllő között a 30-as úton. Autója felborult, hármat pördült, és a tetején landolt az útszéli árokban. A baleset okára nem derült fény. A rendőrség szerint a baleset idején ittas volt. Stohl 112 ezer forint pénzbüntetést kapott, a jogosítványát 1 év 9 hónapra bevonták.
2010. május 8-án előállították, miután hajnalban Budapest és Fót között balesetet okozott. Az ütközésnek egy súlyos és egy könnyebb sérültje volt. A szemtanúk szerint Stohl részeg volt.
Az egyik szemtanú elmondta: hajnalban Egerből tartottak a főváros felé, amikor frontálisan beléjük hajtott egy autó, amit Stohl András vezetett, aki – mint állította – „láthatóan ittas volt”. A balesetben könnyebben megsérült utas elmondása szerint a színész-műsorvezető meg sem kérdezte, hogy vannak, „csak kért egy cigarettát”. A másik gépkocsiban utazó asszony is vélelmezte a színművész ittasságát. 2011. március 31-én első fokon, nem jogerősen két év és négy hónap letöltendő szabadságvesztésre ítélték. Emellett 3 évre a közügyektől, 5 évre a járművezetéstől is eltiltották. 2011. június 21-én a másodfokú tárgyalást szeptember 6-ra elnapolták. Mint később kiderült, a sérült nem a baleset következtében sántít, így nem is szenvedhetett maradandó egészségkárosodást. Szeptember 6-án súlyos testi sérülést okozó, ittas állapotban elkövetett járművezetés miatt ítélték el jogerősen 10 hónap letöltendő börtönre. Büntetését 2011. október 5-től 2012. március 5-ig töltötte és öt hónap után jó magaviselettel feltételesen szabadult.

### Egyéb botrányok
2014. február 14-én Stohl egy budapesti szórakozóhelyen egy születésnapi ünnepség vendégeként volt jelen, ahol a szórakozóhely VIP-részlegének bárjából egy üveg whiskyt és energiaitalokat tulajdonított el. A színész már részegen érkezett a szórakozóhelyre, majd az okozott kisebb bonyodalmat, hogy nem volt nála készpénz. Ezt követően történt az itallopás, amit a helyiség kameráin keresztül észlelt a szórakozóhely biztonsági személyzete, akik közbeavatkozva határozottan felszólították Stohlt, hogy hagyja el a létesítményt. Stohl gond nélkül eleget tett a felszólításnak, később úgy nyilatkozott, hogy „A barátom születésnapját ünnepeltük, és valóban csak kártya volt nálam. Igaz, amit mondtak rólam. Rettenetesen sajnálom, és szégyellem magamat”. Az eset idején Stohl állítólag egy fiatal lánnyal volt együtt, és őt szolgálta ki a lopott whiskyvel.

## Külső hivatkozások
- Stohl András Rajongói Oldala
- Színházi adattár
- A budapesti Katona József Színház bemutatói 1982-
- Katona József Színház 1982–2002. Balassi Kiadó. 2002. ISBN 963 506349 0
- Hivatalos honlap
- Stohl András  a PORT.hu-n (magyarul)
- Más is volt kamasz
- Stohl András ütközései. 168 óra Archiválva 2010. május 23-i dátummal a Wayback Machine-ben
- Stohl András ittasan okozott balesete Budapest és Fót között
- Műsorvezető adatbázis
- Szalai Vivien: Stohl őszintén; Alexandra, Pécs, 2011
- Szalai Vivien: Magyar börtönpokol. 150 nap a rács mögött. A rideg valóság, amit Stohl András látott...; Alexandra, Pécs, 2012
- A Budapesti Fegyház és Börtön beperli Stohl Andrást, precedens.mandiner.hu